# Goran Hadžić

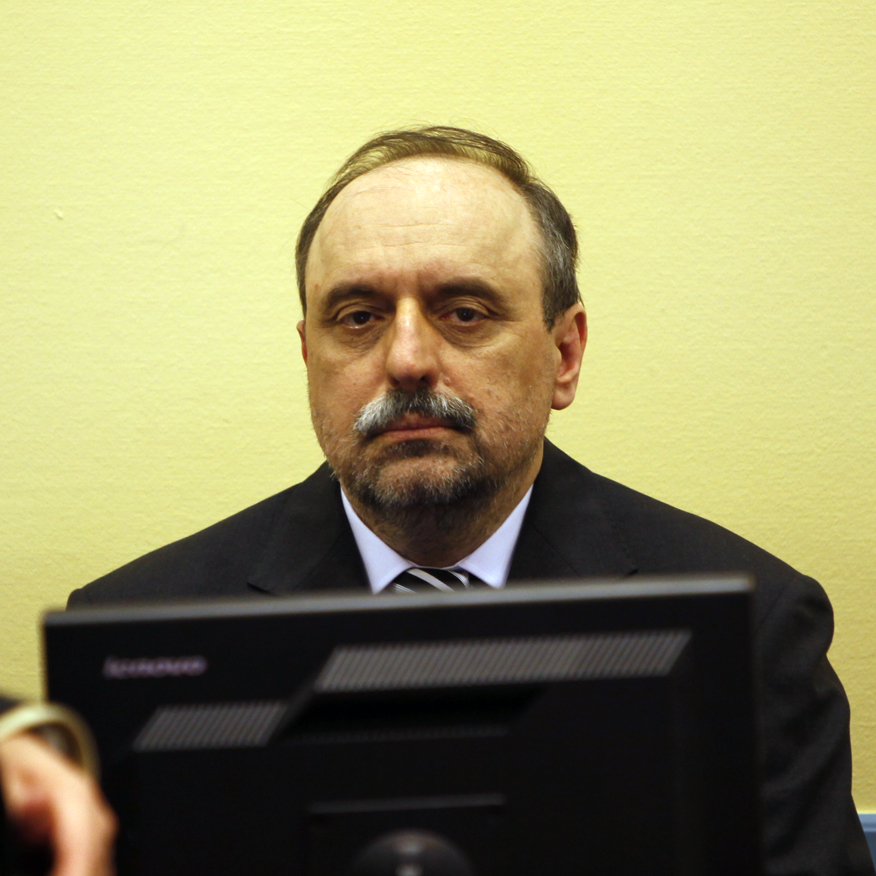
Hadžić på åtalsbänken år 2011.

Goran Hadžić, född 7 september 1958 i Vinkovci i Jugoslavien (i nuvarande Kroatien), död 12 juli 2016 i Novi Sad i Serbien, var en kroatienserbisk politiker som under en tid var president för den självutnämnda och ej internationellt erkända Serbiska republiken Krajina, som existerade under det kroatiska självständighetskriget (1991–1995). Den 4 juni 2004 väckte Internationella krigsförbrytartribunalen för det forna Jugoslavien i nederländska Haag åtal mot Hadžić. Åtalspunkterna rörde bland annat krigsförbrytelser mot kroatisk och icke-serbisk civilbefolkning under det kroatiska självständighetskriget i Kroatien. För att undkomma åtal hölls sig Hadžić fram till sommaren år 2011 gömd i Fruška Gora-området i Serbien. Han greps den 20 juli 2011 och utlämnades till domstolen. Då Hadžić drabbats av cancer avbröts domstolsförhandlingarna i april 2016 och han tilläts åka till Novi Sad i Serbien. Den 12 juli 2016 avled Hadžić utan att domstolen avkunnat dom mot honom.

## Åtalspunkter
ICTY åtalade Hadžić bland annat för krigsförbrytelser mot kroatisk civilbefolkning i bland annat Vukovar år 1991. Han misstänktes för sammanlagt 14 brott mot mänskligheten under krigen i forna Jugoslavien, bland annat:
- Mord och förföljelse av kroater och icke-serber i östra Slavonien.
- Utdraget fängslande av civila i läger där tortyr, misshandel och dödande förekom.
- Påtvingad förflyttning av tiotusentals icke-serber inom det område som han kontrollerade, i syfte att göra det serbdominerat.